# Lira Imperial do Samba
O Grêmio Recreativo e Escola de Samba Lira Imperial (GRES Lira Imperial) é uma escola de samba de Salvador, no estado brasileiro da Bahia.

## História
A escola foi fundada com o apoio da Associação das Baianas de Acarajé, com o objetivo de resgatar a tradição das antigas escolas de samba baianas,[carece de fontes?] muito populares entre as décadas de 1960 e 1970, antes de entrarem em decadência, sendo substituídas no Carnaval de Salvador pelos trios elétricos e demais manifestações carnavalescas.
O seu presidente é Alaor Macedo, antigo baluarte do samba baiano, que em parceria com o compositor Anísio Félix, compôs o primeiro samba-enredo da escola, com enredo em homenagem à sua cidade. Alaor foi integrante das escolas Diplomatas de Amaralina e Juventude do Garcia, tendo vivido após isso durante dezoito anos no Rio de Janeiro.[carece de fontes?]
A escola é membro da União de Entidades de Samba da Bahia.